# Rich Little

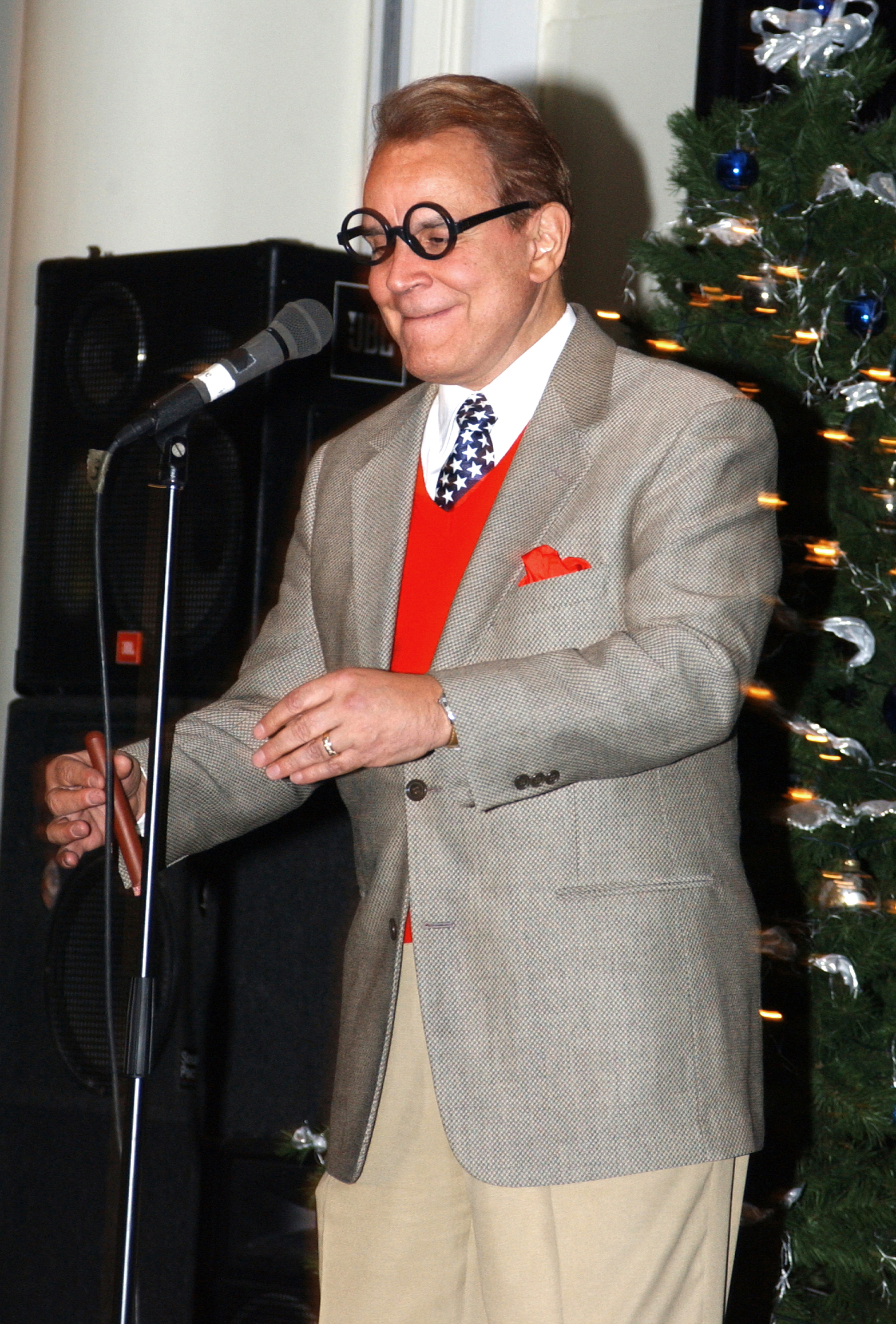
Rich Little 2004 bei einem Auftritt vor der US Air Force

Richard Caruthers „Rich“ Little (* 26. November 1938 in Ottawa, Ontario) ist ein kanadischer Schauspieler und Komiker, der vor allem durch seine Imitationen bekannter Persönlichkeiten berühmt geworden ist.

## Leben
Schon als Kind hatte Rich Little Freude daran, andere Leute nachzuahmen. Bereits mit 17 hatte er erste Auftritte in verschiedenen Nachtlokalen, bei denen er später von Eddie Hazell begleitet wurde. Auch als DJ war er erfolgreich – vor allem durch seine komischen Einlagen. 1963 gewann er bei einem Vorsprechen bei Mel Tormé eine Rolle in einer neuen Show und fasste so im amerikanischen Show-Business Fuß.
Er wurde dann zum regelmäßigen Gast in verschiedenen Fernsehshows. 1974 erhielt Little den Titel „Star des Jahres“ der American Guild of Variety Artists. 1976 moderierte er seine Rich Little Show. Heute wohnt Little in Las Vegas, wo er immer noch regelmäßig auftritt.

## Filmografie (Auswahl)
- 1965: Rosarot auf Noras Arche (Sink Pink, Kurzfilm)
- 1966–1967: Teils heiter, teils wolkig (Love on a Rooftop, Fernsehserie, 29 Folgen)
- 1977: Die Muppet Show (The Muppet Show, TV-Show, 1 Folge)
- 1980–1984: Love Boat (The Love Boat, Fernsehserie, 3 Folgen)
- 1981: Schmutzige Tricks (Dirty Tricks)
- 1986: Ein ganz verrückter Sommer (One Crazy Summer)
- 1987: Eine total verrückte Formel (Happy Hour)
- 1990: MacGyver (Fernsehserie, Folge 6x07)
- 1996: The Late Shift – Spätvorstellung (The Late Shift)
- 1996: Die Nanny (The Nanny, Fernsehserie, Folge 4x07)
- 2000: Rich Kids – Wir kaufen Daddys Firma (Brainiacs.com)
- 2013: Zwei vom alten Schlag (Grudge Match, Sprechrolle)